# Svea Welander
Svea Göta Welander, född 24 juli 1898 i Hyllie församling, dåvarande Malmöhus län, död 20 mars 1985 i Burlövs församling, Malmöhus län, var en svensk organist och tonsättare bosatt i Åkarp i Skåne.
Welander studerade komposition för Lars-Erik Larsson. Hon var organist i Burlövs församling 1927–1964 samt undervisade på Hvilans folkhögskola. Hon var från 1935 gift med tonsättaren Waldemar Welander (1899–1984).

## Verk
- Sonatin för viola och piano, 1945
- Bliv kvar hos mig, text: Henry Lyte. Stockholm: Svensk Musik. 1949. Libris 11787481
- Som en visa, text: Lars-Gustav Hellström. Stockholm: STIM/Svensk musik. Libris 10500482
- Tyck så mycket om mig – för röst och piano, text: Axel Ahlman. Stockholm: STIM/Svensk musik. 1948. Libris 10497210
- Under syrenerna för röst och piano. Stockholm: STIM/Svensk musik. Libris 10497749
- Kantat vid kyrkoherdeinstallation, för blandad kör och stråkorkester, text: tonsättaren[död länk]